# منصور مهدی‌زاده
منصور سوادآبادی مهدی‌زاده (۱۳۱۷ در تهران) کشتی‌گیر آزادکار بازنشستهٔ ایرانی است. وی برندهٔ ۳ مدال طلا و یک مدال برنز جهانی است و در ۳ المپیک ۱۹۶۰، ۱۹۶۴ و ۱۹۶۸ شرکت کرد که موفق به کسب مدال نشد.
مهدی‌زاده در المپیک ۱۹۶۰ رم پس از شکست با ضربه فنی از فرد توماس کشتی‌گیر نیوزیلند و مساوی با حسن گنگور از ترکیه (قهرمان مسابقات) حذف شد. بهترین نتیجهٔ او در المپیک ۱۹۶۴ توکیو به دست آمد که بدون باخت و فقط با یک تساوی به مقام چهارم رسید. او در این مسابقات نفر اول و دوم را شکست داد و با نفر سوم مساوی کرد ولی با توجه به قوانین مسابقات به مقام چهارم رسید. در المپیک ۱۹۶۸ مکزیکوسیتی با این که در رقابت‌های انتخابی شرکت نکرده بود به جای منوچهر مشهدی آقا نفر اول مسابقات انتخابی به المپیک اعزام شد و با شکست در اولین مسابقه از بلا کشتی‌گیر رومانی حذف شد.
مهدی‌زاده در سال ۱۹۷۳ مربی تیم ملی کشتی آزاد ایران بود.